# 生态箱

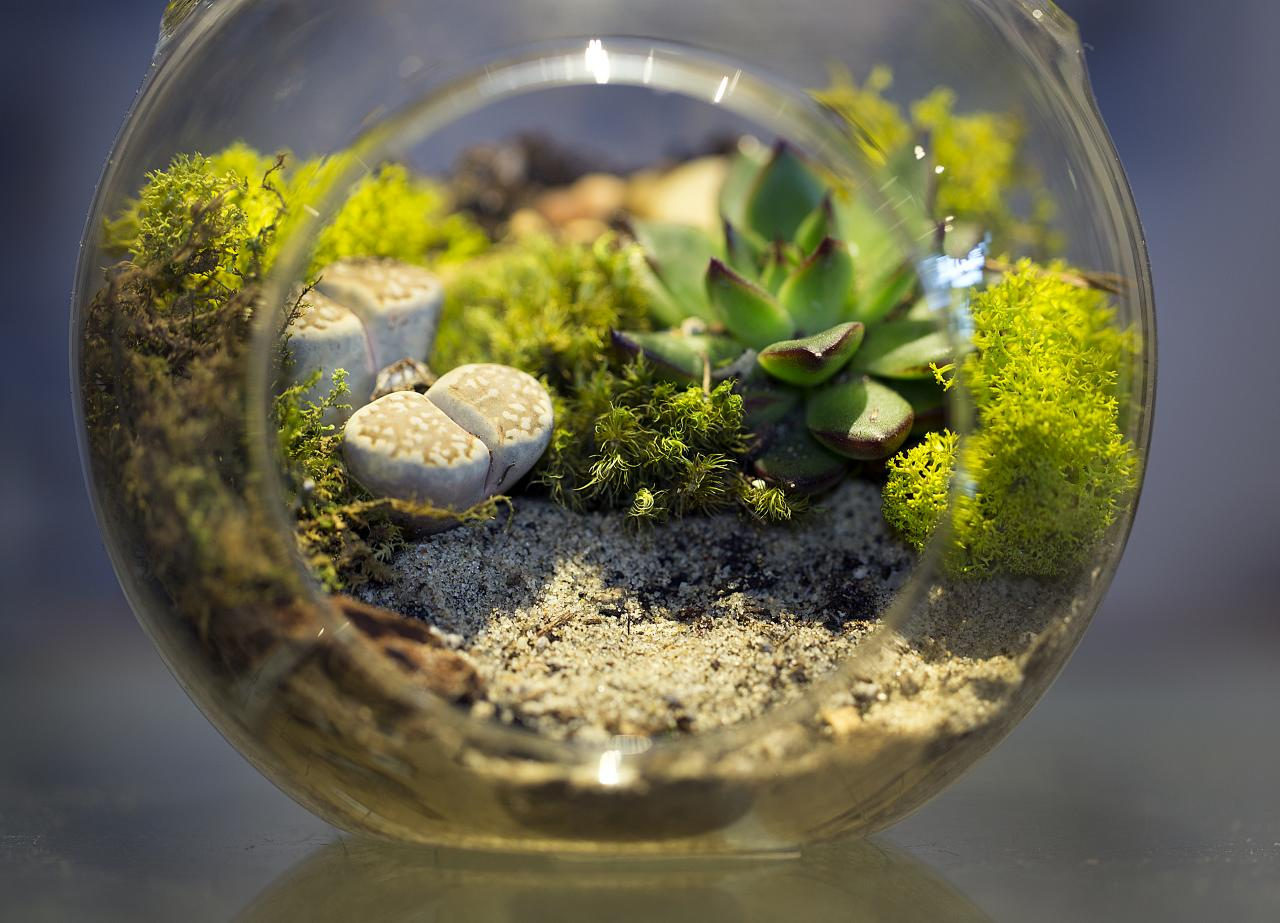
小型的家居生态缸

生态箱是一类模拟自然生态环境的动植物饲养场所，通常是封闭或半封闭式的，一般上生态箱的设计会设法让里面的动植物保持一种半自供自给的生态平衡。
依据生态箱的制作材料及培养规模，其名称也有所不同。小规模的生态箱，例如桌面上的生态缸和生态箱，适合家庭或办公桌的摆放，用于观赏和小型研究。大规模的生态箱，如生态室和生态馆，通常用于科学研究、教育或大型展示。这些大规模生态箱能够模拟更加复杂和多样化的生态系统，提供更多的研究机会和更广泛的教育功能。
生态箱除了出于研究、教育目的之外，也可作为观赏用途。为人们提供一种近距离观察自然生态系统的机会。通过生态箱，人们可以更好地了解自然界中生物之间的相互关系和生态平衡的重要性，同时也能感受到大自然的美妙和神奇。这不仅提高了人们对环境保护的认识，还激发了人们对自然科学的兴趣。

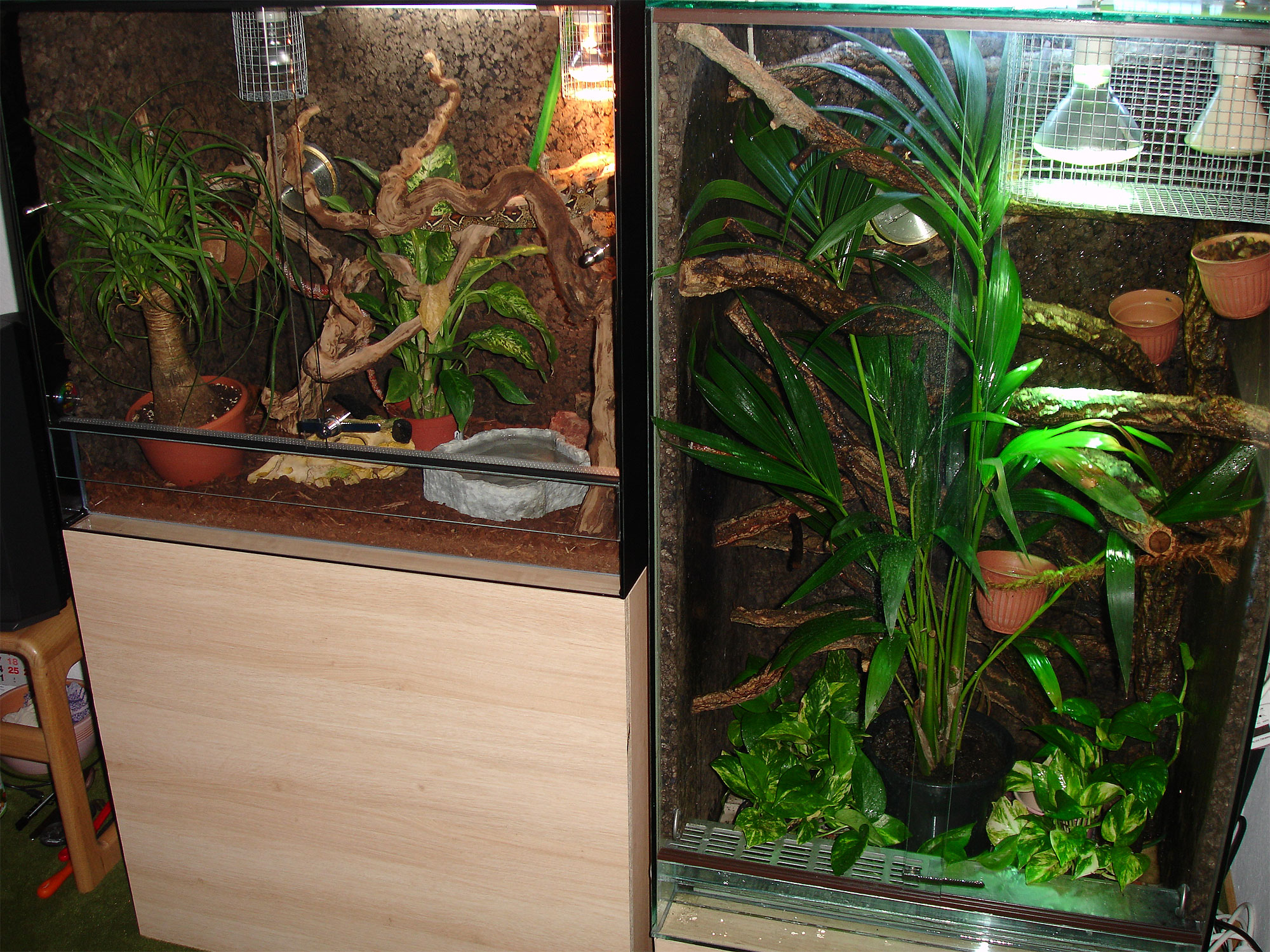
以植物为主题的生态缸

## 种类
依据所模拟的生态系统分类，常见的各类生态箱有：
- 水族箱：模拟河流、湖泊、海洋水生环境的生态箱，主要饲养鱼虾、珊瑚、种植水草等等。
  - 水草缸：以水生植物为主题的水族箱。
- 陆地生态箱：模拟沙漠、热带草原、树林等陆地生态环境的生态箱，一般上偏向于干燥式，主要种植空气凤梨、景天科、非洲紫萝兰、仙人掌等耐旱植物、饲养爬虫类、两栖类、昆虫、蜘蛛、蝎子、甚至小型鸟类等等。
  - 昆虫饲养箱：以饲养昆虫及蛛形纲动物为主的生态箱。
    - 蚁巢缸：主要饲养蚂蚁的生态箱。
- 水陆生态箱：半水半陆的生态箱，主要模拟雨林、沼泽等湿地环境，种植苔藓、天南星科等耐湿及半水生植物；饲养鱼类、两栖类、龟类等水生及半水生动物，可被视为水族箱与陆地生态箱的综合体。
- 企鹅馆：模拟极地寒冷环境、饲养企鹅的大型生态馆，一般上由动物园、海洋馆经营建造。

- 生物圈二号：位于美国亚利桑那州图森市北部的生态馆
- 饲养蔷薇鳃角金龟（Pachnoda marginata） 的昆虫饲养箱
- 以夹板制作的生态箱
- 位于德国黑森州达姆施塔特的熊狸（Arctictis binturong）饲养馆